# Diamena stenantha
Diamena es un género monotípico perteneciente a la antigua familia de las  agaváceas ahora subfamilia Agavoideae. Su única especie, Diamena stenantha, es originaria de Perú donde se encuentra en el Departamento de La Libertad, en Trujillo, en el Cerro de las Cabras.

## Taxonomía
Diamena stenantha fue descrita por (Ravenna) Ravenna  y publicado en Opera Botanica 92: 188. 1987.
Sinonimia
- Anthericum stenanthum Ravenna
- Paradisea stenantha (Ravenna) Ravenna	[3] [4]